# 이마후쿠쓰루미역
이마후쿠쓰루미역(일본어: 今福鶴見駅, いまふくつるみえき)은 일본 오사카부 오사카시 조토구에 있는 지하철 나가호리쓰루미료쿠치 선의 철도역이다. 역 번호는 N24이다.
국도 제479호선 쓰루하시도리의 교차점에 위치한다.

## 역 구조
섬식 승강장 1면 2선 지하역. 개찰구는 1개소.
당역의 테마는 쓰루미 구의 구화의 하나인 「미국 산딸나무」이다. 중앙 광장에 미국 산딸나무의 벽화가 있다.
| 1 | ■ 나가호리쓰루미료쿠치 선 | 가도마미나미 방면                |
| 2 | ■ 나가호리쓰루미료쿠치 선 | 교바시·신사이바시 역·다이쇼 방면 |

## 역세권 정보
- 국도 제479호선
- 야마다 전기
- 이온몰 쓰루미료쿠치
- 오사카 조토 우체국
- 오사카 쓰루미 우체국
- 이마후쿠히가시 공원
- 오사카 산업대 부속 중학교・고등학교

## 역사
- 1990년 3월 20일: 영업 개시.
- 2011년 1월 12일: 스크린도어 사용 개시.

## 인접역
| ■ 오사카 메트로 나가호리쓰루미료쿠치선 | ■ 오사카 메트로 나가호리쓰루미료쿠치선 | ■ 오사카 메트로 나가호리쓰루미료쿠치선 |
| -------------------------------------- | -------------------------------------- | -------------------------------------- |
| N23 가모욘초메 다이쇼 방면             |                                        | 요코즈쓰미 N25 가도마미나미 방면       |